# 8-OH-DPAT
8-OH-DPAT é um composto químico da classe das aminotetralinas [en] desenvolvido na década de 1980, que tem sido amplamente utilizado para estudar a função do receptor 5-HT1A. Foi um dos primeiros agonistas totais do receptor 5-HT1A a ser descoberto.
Primeiramente descrita como uma droga seletiva para o receptor 5-HT1A, posteriormente foram descobertas no 8-OH-DPAT propriedades de que também age como um agonista do receptor 5-HT7 e inibidor da recaptação/agente de liberação de serotonina.
Em estudos com animais, o 8-OH-DPAT demonstrou efeitos antidepressivos, ansiolíticos, serênicos [en], anoréxigenos, antiemético, hipotérmico, hipotensor, bradicárdico, hiperventilativo, e analgésicos.